# Дочери Абриль
Дочери Абриль (исп. Las hijas de abril) — мексиканская кинодрама 2017 года, поставленный режиссёром Мишелем Франко. Лента участвовала в секции «Особый взгляд» на 70-м Каннском международном кинофестивале (2017) и получила Приз жюри Особого взгляда.

## Сюжет
17-летняя Валерия живёт в мексиканском городке Пуэрто-Вальярта на берегу моря со своей сводной сестрой Кларой. Валерия беременна от своего друга Матео и скрывает это от матери, тем самым она является редким гостем в доме дочерей. Но Клара проговаривается по телефону о состоянии сестры, и мать, разведённая Абриль, с Мехико заявляется на порог дома. Прежде всего, после того, как Валерия рожает, она заставляет родителей Матео подписать согласие на удочерение новорожденной девочки, так как Валерия и Матео несовершеннолетние, и им самостоятельно вырастить ребёнка не получится. Но потом случается неожиданное, как для семейной драмы: Абриль уезжает в Мехико, прихватив с собой не только внучку, но и бойфренда дочери.